# Shoshinsha

znak Shoshinsha

Shoshinsha (初心者マーク) lub Wakaba (若葉マーク) - zielono-żółty symbol przypominający literę V, który w Japonii oznacza nowego kierowcę, który dopiero uzyskał prawo jazdy. Symbol ten ma ostrzec innych uczestników ruchu, że dany kierowca nie jest jeszcze doświadczony. Młodzi kierowcy muszą mieć ten symbol umieszczony na swoim samochodzie przez rok od momentu otrzymania prawa jazdy.